# The Ballad of Lucy Whipple
The Ballad of Lucy Whipple (titulado: El rigor de la frontera en Argentina y La balada de Lucy Whipple en España) es un telefilme estadounidense de drama, familiar y misterio de 2001, dirigido por Jeremy Kagan, escrito por Christopher Lofton y basado en una novela de Karen Cushman, musicalizado por Bruce Broughton, en la fotografía estuvo Neil Roach y los protagonistas son Glenn Close, Jena Malone y Bruce McGill, entre otros. Este largometraje fue producido por Craig Anderson Productions y Trillium Productions; se estrenó el 20 de enero de 2001.

## Sinopsis
Trata acerca de las andanzas de una familia que viaja hacia el oeste, a California, en busca de oro, esto ocurre en la década de 1850.